# زرمهر کارن
زرمهر کارن از فرماندهان ساسانی از خاندان کارن بود. او زمانی کوتاه در ۴۸۳ میلادی مرزبان ارمنستان ساسانی بود. خاندان زرمهرشاهیان از تبار او بودند و در بخش‌هایی از تبرستان حکومت داشتند.

## زندگینامه
در ۴۹۳، سوخرا (پدر زرمهر کارن) به دست قباد یکم کشته شد، که خودش هم در ۴۹۶ بدست بزرگان ساسانی از تخت شاهی به زیر کشیده شد، چرا که از مزدک پشتیبانی کرده بود. قباد با کمک زرمهر، دوباره تخت شاهی را پس گرفت. زرمهر به همراه برادرش کارن به پسر قباد، خسرو انوشیروان، یاری دادند تا در برابر ترک‌ها بجنگد. برای پاداش، به زرمهر در زابلستان و به کارن در تبرستان زمین داده شد. زرمهر در سال ۵۵۸ درگذشت.